# 普拉斯林棘鱗魚
普拉斯林棘鱗魚為輻鰭魚綱金眼鯛目金鱗魚亞目金鱗魚科的其中一種，分布於印度西太平洋區，從東非至社會群島海域，棲息深度1-5公尺，體長可達32公分，棲息在水淺的珊瑚礁區，可做為食用魚。

## 擴展閱讀
維基物種上的相關：普拉斯林棘鱗魚